# Saint-Géry-Vers
Saint-Géry-Vers – gmina we Francji, w regionie Oksytania, w departamencie Lot. W 2013 roku liczba ludności wynosiła 860 mieszkańców. 
Gmina została utworzona 1 stycznia 2017 roku z połączenia dwóch ówczesnych gmin: Saint-Géry oraz Vers. Siedzibą gminy została miejscowość Saint-Géry.